# صبغي موازن
الصبغيات الموازِنة أو الكروموسومات الموازِنة (أو ببساطة الموازنات balancers) هي نوع من الكروموسومات المعدلة وراثيًا المستخدمة في علم الأحياء المختبري للحفاظ على الطفرات المميتة (أو العقيمة) المتنحية داخل الكائنات الحية دون تدخل من الانتقاء الطبيعي. نظرًا لأن مثل هذه الطفرات قابلة للحياة فقط في المتغايرات، فلا يمكن الحفاظ عليها بشكل مستقر عبر الأجيال المتعاقبة وبالتالي تؤدي باستمرار إلى إنتاج كائنات برية من النوع، والتي يمكن منعها عن طريق استبدال الكروموسوم ذو النمط البري المتماثل بكروموسوم موازن. وبهذه الصفة، تعد الموازنات ضرورية لأبحاث علم الوراثة على الكائنات النموذجية مثل ذبابة الفاكهة الشائعة، والتي لا يمكن أرشفة مخزوناتها (مثل التجميد). يمكن استخدامها أيضًا في فحوصات علم الوراثة الأمامية لتحديد الطفرات المميتة (أو العقيمة) المتنحية على وجه التحديد. ولهذا السبب، تُستخدم الموازنات أيضًا في الكائنات النموذجية الأخرى، وأبرزها دودة الخيطية الربداء الرشيقة والفأر
تم تصميم الكروموسومات الموازنة النموذجية (1) لتحمل الطفرات المميتة المتنحية نفسها، مما يؤدي إلى القضاء على متماثلات الزيجوت التي لا تحمل الطفرة المرغوبة؛ (2) قمع إعادة التركيب الانقسامي الاختزالي مع نظائرها، مما يمنع إنشاء كروموسومات من النمط البري؛ و(3) تحمل علامات جينية سائدة، والتي يمكن أن تساعد في تحديد الجينات المعاد تركيبها النادرة وهي مفيدة لأغراض الفحص.